# Kamil Rado
Kamil Rado (ur. 20 września 1990 w Mielcu) – polski piłkarz występujący na pozycji pomocnika. W sezonie 2010/2011 zdobył Mistrzostwo Polski z Wisłą Kraków.

## Kariera

### Wisła Kraków
Rado jest wychowankiem Stali Mielec. W 2007 zdobył mistrzostwo Polski juniorów młodszych z drużyną Stali. Rok później trafił do Wisły Kraków i został włączony do kadry zespołu Młodej Ekstraklasy. W Młodej Ekstraklasie zadebiutował 19 października 2008 roku w bezbramkowo zremisowanym spotkaniu z Piastem Gliwice, podczas którego pojawił się na boisku w 84. minucie. Na początku sierpnia 2009 roku Rado, wraz z kilkoma innymi zawodnikami Młodej Wisły wziął udział w treningu pierwszego zespołu. Na początku 2010 roku Rado znalazł się w 24-osobowej kadrze, którą ówczesny szkoleniowiec Wisły, Maciej Skorża zabrał na zgrupowanie do Hiszpanii. Pod koniec czerwca 2010 roku Rado wraz z innym graczem Młodej Wisły, Pawłem Zalewskim udał się na testy do Podbeskidzia Bielsko-Biała, jednak ostatecznie pozostał w Wiśle. 8 sierpnia 2010 roku Rado nieoczekiwanie wyszedł w podstawowym składzie pierwszego zespołu na ligowe spotkanie z Arką Gdynia. Po spotkaniu przyznał, iż debiut był dla niego wielkim zaskoczeniem. Tydzień później ponownie wyszedł w podstawowym składzie Wisły na ligowe starcie z Ruchem Chorzów.

### Kolejarz Stróże
Na początku 2011 roku Rado udał się na testy do pierwszoligowego wówczas Kolejarza Stróże, zaś pod koniec lutego został do końca sezonu wypożyczony do tego klubu.

### Garbarnia Kraków
29 lipca 2011 roku Rado został piłkarzem Garbarni Kraków.

## Statystyki
Stan na 30 maja 2011
| Klub                   | Sezon             | Liga              | Liga  | Liga   | Puchary krajowe | Puchary krajowe | Europa | Europa | Suma  | Suma   |
| Klub                   | Sezon             | Liga              | Mecze | Bramki | Mecze           | Bramki          | Mecze  | Bramki | Mecze | Bramki |
| ---------------------- | ----------------- | ----------------- | ----- | ------ | --------------- | --------------- | ------ | ------ | ----- | ------ |
| Stal Mielec            | 2007/08           | III Liga          | 11    | 1      | 1               | 0               | –      | –      | 12    | 1      |
| Wisła Kraków (ME)      | 2008/09           | MESA              | 9     | 0      | –               | –               | –      | –      | 9     | 0      |
| Wisła Kraków (ME)      | 2009/10           | MESA              | 28    | 7      | –               | –               | –      | –      | 28    | 7      |
| Wisła Kraków (ME)      | 2010/11           | MESA              | 9     | 1      | –               | –               | –      | –      | 9     | 0      |
| Wisła Kraków           | 2010/11           | Ekstraklasa       | 2     | 0      | 0               | 0               | 0      | 0      | 2     | 0      |
| Kolejarz Stróże (wyp.) | 2010/11           | I liga            | 11    | 0      | –               | –               | –      | –      | 11    | 0      |
| Suma                   | Wisła Kraków (ME) | Wisła Kraków (ME) | 47    | 8      | –               | –               | –      | –      | 47    | 8      |

## Życie osobiste
Jego brat, Artur jest byłym piłkarzem Stali Mielec, Wisły Kraków oraz Stali Poniatowa.

## Osiągnięcia

### Stal Mielec U-17
- Mistrzostwo Polski juniorów młodszych: 2007

### Wisła Kraków
- Ekstraklasa: 2010/11